# Chaumot (Yonne)
Chaumot is een gemeente in het Franse departement Yonne (regio Bourgogne-Franche-Comté) en telt 608 inwoners (2004). De plaats maakt deel uit van het arrondissement Sens.

## Geografie
De oppervlakte van Chaumot bedraagt 15,0 km², de bevolkingsdichtheid is 40,5 inwoners per km².
De onderstaande kaart toont de ligging van Chaumot (Yonne) met de belangrijkste infrastructuur en aangrenzende gemeenten.

## Demografie
Onderstaande figuur toont het verloop van het inwonertal (bron: INSEE-tellingen).